# マティアス・グリューネヴァルト

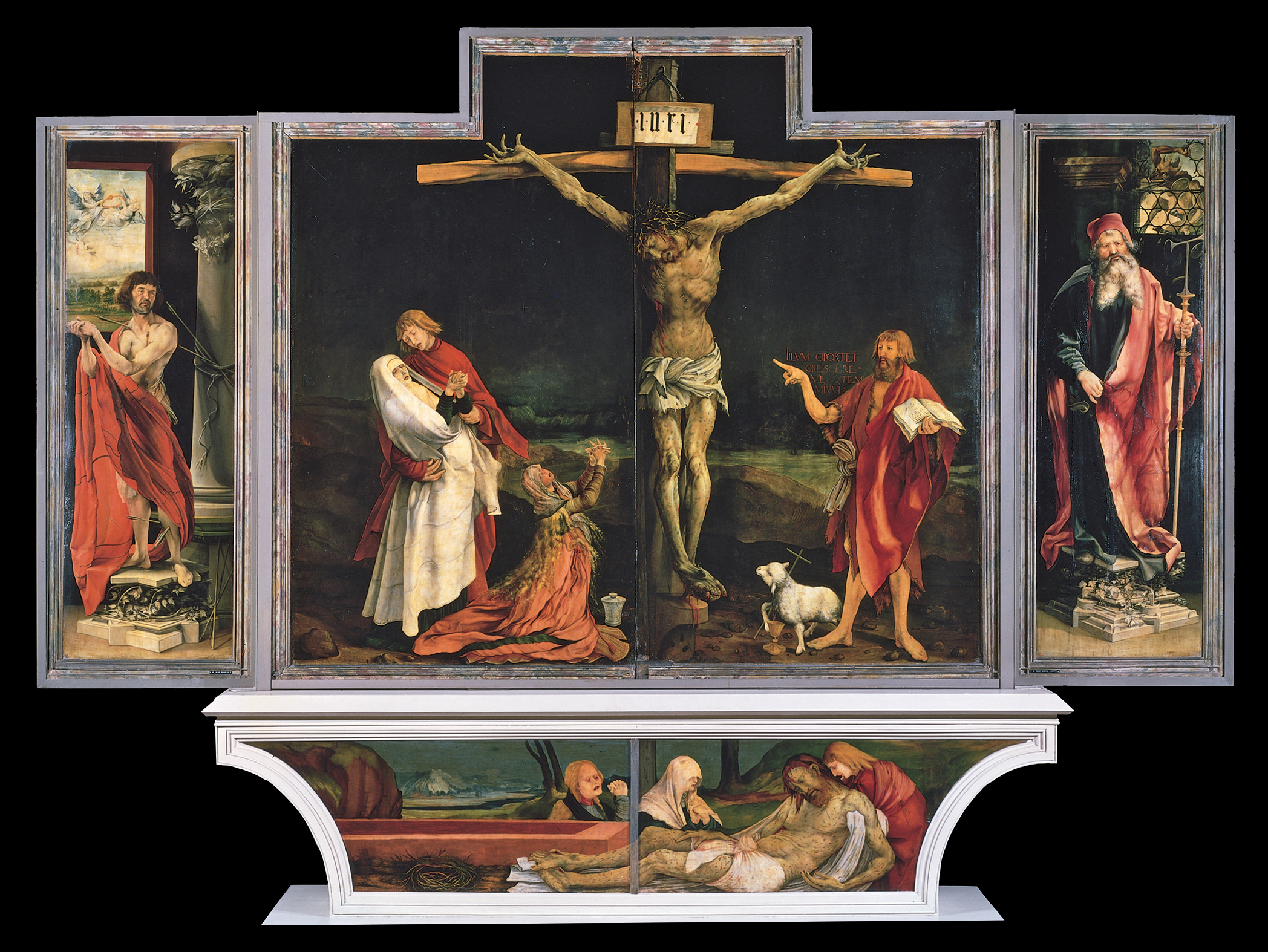
『イーゼンハイム祭壇画』（第1面）

マティアス・グリューネヴァルト（Matthias Grünewald, 1470/1475年頃 - 1528年8月31日）は、16世紀に活動したドイツの画家。ドイツ絵画史上最も重要な作品の1つである『イーゼンハイム祭壇画』の作者である。ドイツ・ルネサンスの巨匠デューラーと同世代であるが、グリューネヴァルトの様式は「ルネサンス」とはかなり遠く、系譜的には「ルネサンス」というよりは末期ゴシックの画家と位置付けるべきであろう。後述のように、「グリューネヴァルト」はこの画家の本名ではなく、後世の著述家が誤って名付けたものであるが、17世紀以来この呼称が定着しており、美術史の解説や美術館の展示においても常に「グリューネヴァルト」と呼称されているため、本項でもこれに従う。

## 本名について
「マティアス・グリューネヴァルト」と呼ばれるこの画家の本名はマティス・ゴットハルト・ナイトハルト(Mathis Gothart Neithart / Mathis Gothart Nithart)だとされている。「マティアス・グリューネヴァルト」は17世紀の著述家が誤って名付けたもので、これが誤りであることが証明されたのは20世紀に入ってからである。以後、21世紀に至るまでこの画家は「マティアス・グリューネヴァルト」と呼称されている。

## 生涯
グリューネヴァルトは生年もはっきりしないが、活動歴から1470/1475年頃、ヴュルツブルクの生まれと推定されている。制作年が判明する最初の作品は1503年の年記のある板絵であり、『辱められるキリスト』（ミュンヘン、アルテ・ピナコテーク）もこの頃の制作とされる。彼の生涯については断片的な事実しか伝わらないが、1501年 フランクフルトから南東20㎞のゼーリゲンシュタット（Seligenstadt）において工房を経営し、画家としての他に鉱山技師、噴水技師としての手腕も発揮したとする記録がある。1508年頃までにはアシャッフェンブルクに居城を構えるマインツ大司教ウリエル・フォン・ゲミンゲン（Uriel von Gemmingen; -1514）の宮廷画家に迎えられていたと思われる。この当時の西洋の芸術家には建築家を兼ねた者が多かったが、グリューネヴァルトもその1人で、1511年にはマインツ大司教によりアシャッフェンブルク城の"Werkmeister bei dem Kemenatenbau"（仮訳「宮殿整備建築監督」）に任じられている。グリューネヴァルトの代表作として知られる『イーゼンハイム祭壇画』は1511年 ‐ 1515年に制作された。同祭壇画の完成後は、ウリエルの後任のマインツ大司教アルブレヒト・フォン・ブランデンブルク（Albrecht von Brandenburg; 在位1514 - 1545年）に仕えている。1522年頃、同司教の命でハレへ赴き、美術建築顧問となるが、そのわずか2年後の1524年には解職された。これは、その頃発生したドイツ農民戦争において、グリューネヴァルトがルター派に身を投じたためだと言われ、以後、グリューネヴァルトは二度と筆を執らなかったという。その後はフランクフルト・アム・マインで製図工、薬の販売人などをして生計を立て、1527年再びハレに戻るが、翌1528年、ハレにおいてペストで死去した。50歳代の半ばであった。
グリューネヴァルトの事績はその本名と共に長い間忘れ去られ、再評価されるようになるのは19世紀末頃からであり、本名が明らかになったのは、前述のように20世紀になってからである。

## イーゼンハイム祭壇画

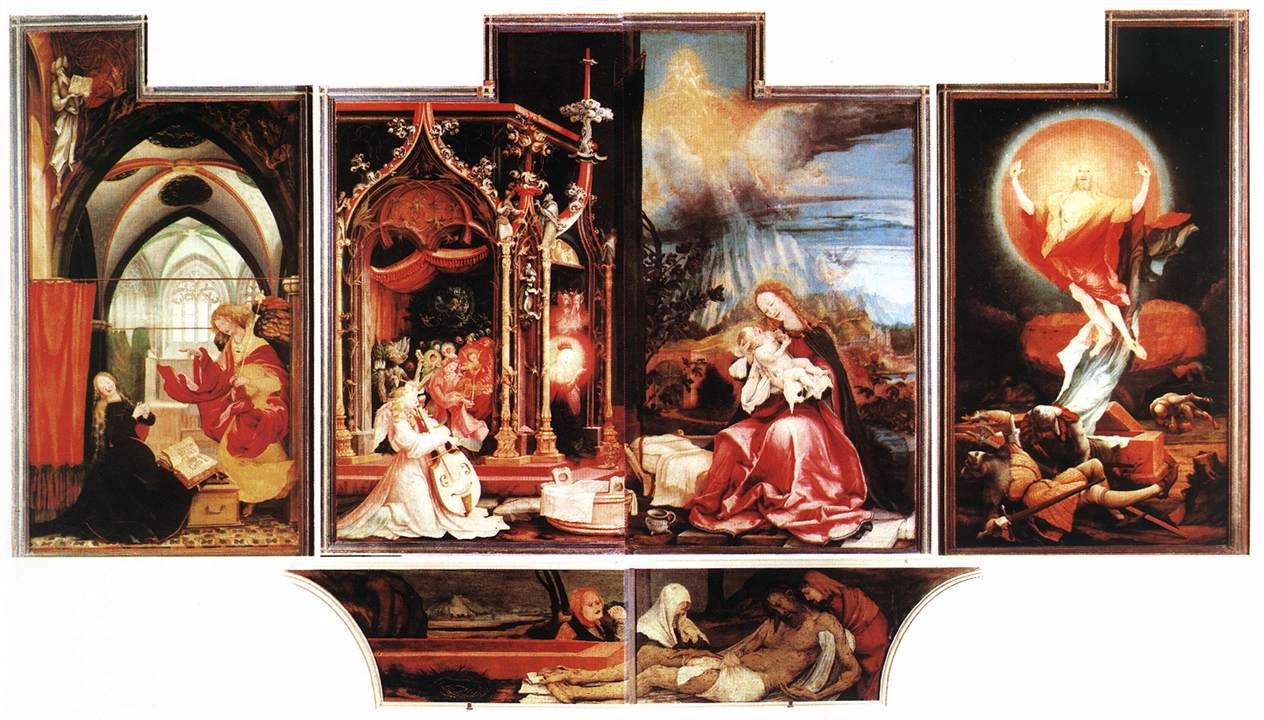
イーゼンハイム祭壇画（第2面）

グリューネヴァルトの代表作である『イーゼンハイム祭壇画』は、フランスとドイツの国境に位置するアルザス地方（現フランス）のコルマールにあるウンターリンデン美術館に収蔵されているが、元はコルマールの南方20kmほどに位置するイーゼンハイムにあった。この作品は、イーゼンハイムの聖アントニウス会修道院付属の施療院の礼拝堂にあったものであり、修道会の守護聖人聖アントニウスの木像を安置する彩色木彫祭壇である。制作は1511年 ‐ 1515年頃。
祭壇は扉の表裏に絵が描かれ、扉の奥には聖アントニウスの木像が安置されている。扉を閉じた状態の時は、中央と左右のパネル、それにプレデッラ の4つの画面が見える。中央パネルは凄惨な描写で知られるキリスト磔刑（たっけい）像である。聖アントニウス会修道院付属施療院では、平日にはこの画面が公開されていたので、これを「平日面」または「第1面」という。観音開きの扉になっている中央パネルを左右に開くと「キリスト降誕」を中心にした別の絵画が現れる。この場面は修道院で日曜日にのみ公開されたもので、「日曜面」または「第2面」という。この「日曜面」の扉をさらに開くと、中央には聖アントニウスの木像を安置した厨子（ずし）があり、左右には別の絵画パネルが現れる。この画面（第3面）は、聖アントニウスの祭日のみに公開されたものである（以上の説明は、修道院に安置されていた時のオリジナルの状態を説明したもので、ウンターリンデン美術館では展示の都合上、第1面、第2面、第3面を別個に展示している）。
第1面の中央パネルは十字架上のキリストの左右に聖母マリア、マグダラのマリア、使徒ヨハネ、洗礼者ヨハネなどを配したもの。左パネルには聖セバスティアヌス、右パネルには聖アントニウスの像を表し、プレデッラにはピエタを表す。聖セバスティアヌスはペスト患者の守護神であり、聖アントニウスは「聖アントニウスの火」というライ麦から発生する病気の患者の守護神である。第2面は中央パネルに「キリスト降誕」、左パネルに「受胎告知」、右パネルに「キリストの復活」を描く。第3面は左に「聖アントニウスの聖パウロ訪問」右に「聖アントニウスの誘惑」を描く。これらの絵に挟まれた中央は聖者の彫像を安置する厨子になっており、中央に聖アントニウスの座像、向かって左に聖アウグスティヌスの立像、右に聖ヒエロニムスの立像がある。これら厨子内の木像はニコラス・フォン・ハーゲナウ（1445頃 - 1538）の作である（プレデッラにはキリストと十二使徒の彫像があるが、この部分は作者が異なる）。
第1面の中央パネルに描かれた十字架上のキリスト像は、キリストの肉体に理想化を施さない、凄惨で生々しい描写が特色である。十字架上のキリストの肉体はやせ衰え、首をがっくりとうなだれ、苦痛に指先がひきつっている。この祭壇画は前述のように、聖アントニウス会修道院付属施療院にあったもので、この施療院は「聖アントニウスの火」という病気の患者の救済を主要な任務としていた。「聖アントニウスの火」とは、医学的には麦角（ばっかく）中毒と呼ばれるもので、患者が自らの苦痛を十字架上のキリストの苦痛と感じ、救済を得るために、このような凄惨な磔刑像が描かれたと言われる。
ドイツに生まれ、イギリスで後半生を過ごした作家W・G・ゼーバルト （Winfried Georg Sebald、1944年5月18日 - 2001年12月14日）は、『移民たち－四つの長い物語』、第4話「マックス・アウラッハ」において、かつて産業革命発祥地として繁栄したマンチェスターの廃屋となった建物のアトリエで、ひたすら画作に没頭する画家を描いている。ミュンヘン出身のユダヤ人で、ホローコーストを逃れてイギリスに移住した画家は、アトリエでは同じ肖像のデッサンにかかりっきりであったが、一度だけ外国への旅に向かう。こうして彼は長年の夢を叶えるべくコルマールを訪れる。彼は「グリューネヴァルトの祭壇画にむかい、かじりつくように眺めはじめ」、グリューネヴァルトのヴィジョンが、自分には「根っこで相通じるものがあるのです。前景の人物から発せられるそら恐ろしいまでの苦悩が世界全体を覆っていて、そしてそれが暗黒の背景から波のように打ち返し、死んだ人の像めがけて押し寄せてくる。その凄まじさが胸のなかであたかも海潮のように満ち引きしました」と感じ、「苦痛は極限まで達すると、それを感じる条件である意識を消してしまう、そしておそらくは、苦痛そのものをも抹消するのではないか」と考えている。

## 代表作
- イーゼンハイム祭壇画（1511 - 1515年）コルマール、ウンターリンデン美術館
- 辱められるキリスト（1503年）ミュンヘン、アルテ・ピナコテーク
- 聖エラスムス[10]と聖マウリティウス[11]（の出会い）（1524 - 1525年）ミュンヘン、アルテ・ピナコテーク
- 聖母子（Maria mit dem Kind）、通称「シュトゥッパハのマリア」（Stuppacher Maria）（1517－1519年）シュトゥッパハ（Stuppachはバート・メルゲントハイム近傍）、教区教会（Pfarrkirche）[12]

## ギャラリー

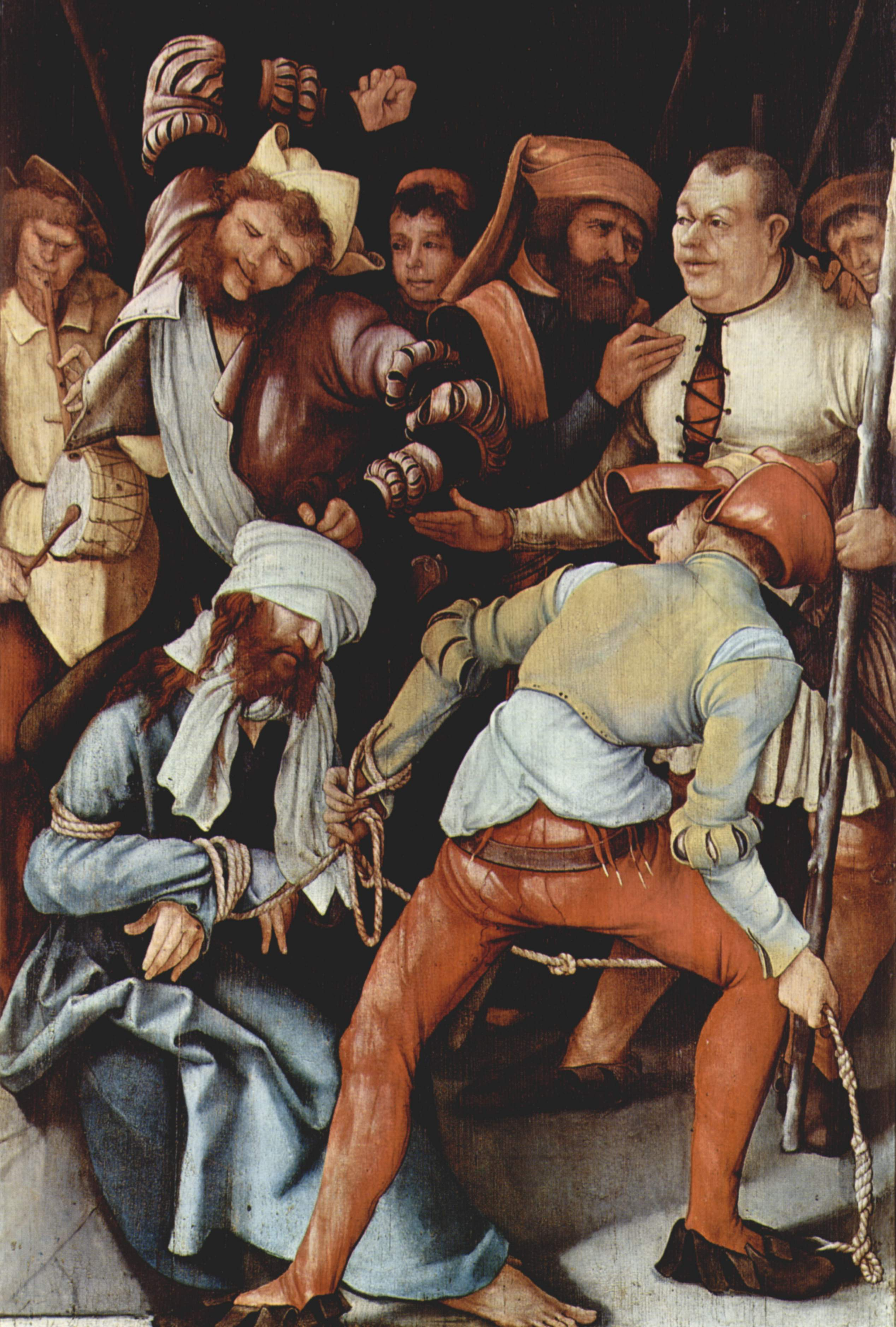
『キリストの嘲弄』（1503年）、アルテ・ピナコテーク (ミュンヘン)
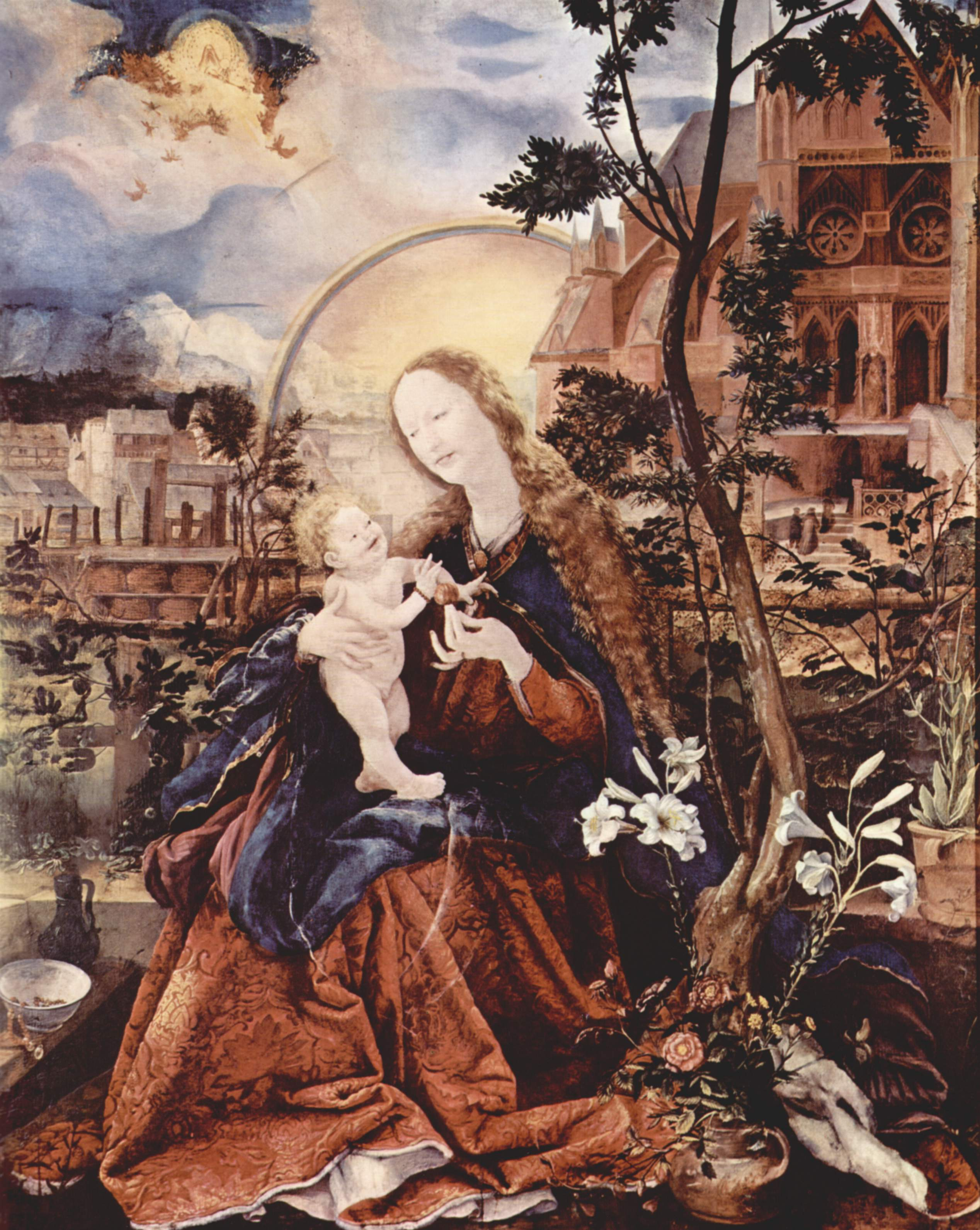
『聖母子』（1517-1519年）
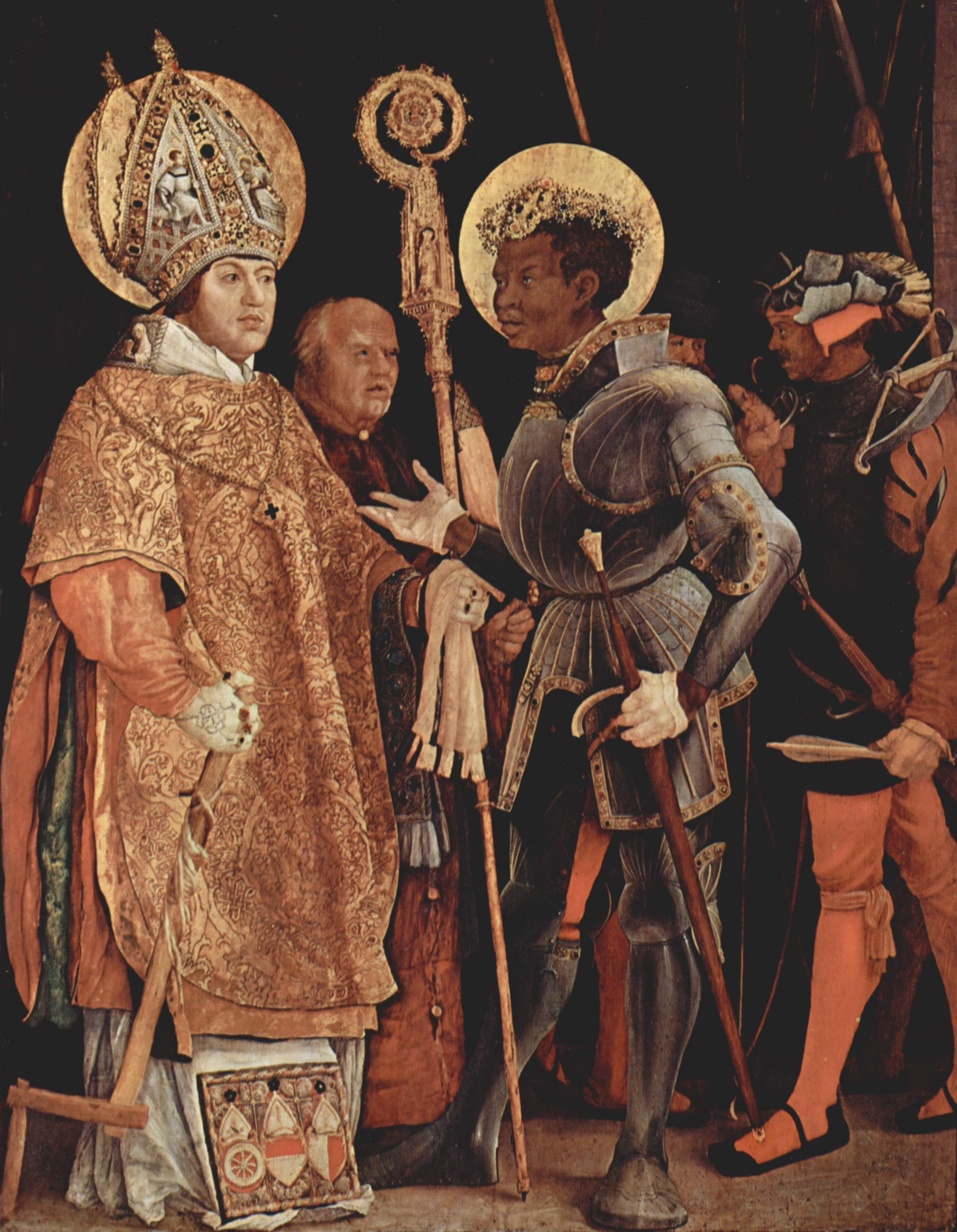
『聖エラスムスと聖マウリティウス』（1520-1524年)、アルテ・ピナコテーク (ミュンヘン)